# Paul Chocque
Paul Chocque (14 juli 1910 - 4 september 1949) was een Frans wielrenner.

## Carrière
In 1932 nam hij deel aan de ploegenachtervolging van 4000 meter op de Olympische Zomerspelen. Samen met Henri Mouillefarine, Amédée Fournier en René Legrèves behaalden ze een tweede plaats.
Chocque werd prof in 1933. In 1935 nam hij voor het eerst deel aan de Ronde van Frankrijk. Hier eindigde hij als 31e in het eindklassement. In de laatste etappe behaalde hij een vierde plaats; voor Chocque de beste etappe-uitslag in deze Grote Ronde.
Zijn grootste overwinning in een eendagswedstrijd boekte Chocque in 1936 in de wedstrijd Bordeaux-Parijs. Na 12 uur en 53 minuten kwam hij als eerste over de finish. De enige andere renner die de finish haalde was de Italiaan Giulio Rossi.
In 1937 nam hij voor de tweede maal deel aan de Ronde van Frankrijk. Zijn eerste etappe overwinning boekte hij in de zestiende etappe. Twee dagen later was hij wederom succesvol; nadat hij in de ochtend als derde eindigde in de tijdrit zegevierde hij in de middag in het b-gedeelte van de achttiende etappe. In het eindklassement eindigde Chocque als zevende. Ploeggenoot Roger Lapébie was de eindwinnaar van deze Ronde van Frankrijk.

## Overlijden
Chocque kwam op de wielerbaan Parc des Princes ten val op 4 september 1949. Door deze val liep hij een schedelbasisfractuur op. Hij overleed dezelfde dag op 39-jarige leeftijd.

## Overwinningen
1933
Grand Prix Wolber
Circuit de Paris
1936
Internationaal Wegcriterium
Bordeaux-Parijs
1937
16e en 18e (deel B) etappe Ronde van Frankrijk
1939
4e etappe Tour de l'Ouest

## Resultaten in voornaamste wedstrijden
| Jaar | Ronde van Italië | Ronde van Frankrijk | Ronde van Spanje |
| ---- | ---------------- | ------------------- | ---------------- |
| 1934 |                  |                     |                  |
| 1935 |                  | 31e                 |                  |
| 1936 |                  |                     |                  |
| 1937 |                  | 7e (2)              |                  |
| 1938 |                  |                     |                  |
| 1949 |                  |                     |                  |

| Jaar | Parijs-Roubaix |  | WK op de weg |
| ---- | -------------- |  | ------------ |
| 1934 | opgave         |  |              |
| 1935 |                |  |              |
| 1936 |                |  | opgave       |
| 1937 |                |  |              |
| 1938 | 50e            |  |              |
| 1949 | 68e            |  |              |

- Bibliothèque nationale de France: cb177963265 (data)
- Virtual International Authority File: 7889155226727384490006